# Edward Grzywna
Edward Grzywna, né le 19 juillet 1944, à Dąbrowa Górnicza, en Pologne, est un ancien joueur de basket-ball polonais. 

## Biographie
- 3e du championnat d'Europe 1965